# Paracalanus tropicus
Paracalanus tropicus is een eenoogkreeftjessoort uit de familie van de Paracalanidae. De wetenschappelijke naam van de soort is voor het eerst geldig gepubliceerd in 1977 door Andronov.